# Holmbridge
Holmbridge är en by i civil parish Holme Valley, i distriktet Kirklees, i grevskapet West Yorkshire, i England. Byn är belägen 11 km från Huddersfield. Byn hade 1 216 invånare år 2021.